# المجنة العليا

تعديل مصدري - تعديل

المجنه العليا هي إحدى حارات حي يريم بمدينة يريم أحد مدن محافظة إب، بلغ تعداد سكانها 146 نسمة حسب تعداد اليمن لعام 2004.